# Tanystylum oedinotum
Tanystylum oedinotum är en havsspindelart som beskrevs av Loman, J.C.C. 1923. Tanystylum oedinotum ingår i släktet Tanystylum och familjen Ammotheidae.
Artens utbredningsområde är Södra Ishavet. Inga underarter finns listade i Catalogue of Life.